# Megan Dunn
Megan Dunn (* 27. August 1991 in Dubbo) ist eine australische Radrennfahrerin.
Megan Dunn saß mit drei Jahren erstmals auf einem Fahrrad und begann im Alter von sechs Jahren mit dem Radsport. 2005 gewann sie bei den Australischen Meisterschaften in der Altersklasse unter 15 den Sprint, die Einerverfolgung, das Scratch sowie das Zeitfahren.
2006 siegte Megan Dunn in der „Bay Classics“-Rennserie als jüngste Rennfahrerin aller Zeiten. 2008 wurde sie in Kapstadt Junioren-Weltmeisterin im Scratch, im Punktefahren und in der Mannschaftsverfolgung, mit Sarah Kent und Ashlee Ankudinoff. Mehrfach wurde sie auch Australische Junioren-Meisterin in verschiedenen Disziplinen auf der Bahn. 2010 gewann sie den Australischen Straßentitel für Juniorinnen. Bei den Commonwealth Games 2010 siegte sie sowohl im Punktefahren als auch im Scratch.
2008 wurde Megan Dunn „Australian Junior Female Cyclist of the Year“. Sie gilt als hoffnungsvollstes Talent des australischen Radsports.